# Calle nueva (telenovela)
Calle nueva es una telenovela española emitida entre el 28 de septiembre de 1997 y el 30 de junio de 2000, producida por Zeppelin TV para RTVE y su emisión en La 1.

## Argumento
La serie narra la historia de las relaciones humanas que se establecen entre los habitantes de un barrio humilde de una ciudad española cualquiera. Serie coral en la que los personajes entran y salen de la trama. El argumento se inicia con la llegada a la Calle nueva de Lucía, una mujer madre de familia y tocada por la desgracia personal tras la detención de su marido Esteban. A partir de la segunda temporada, el protagonismo recaerá en Susana, una ejecutiva recién llegada desde Nueva York.

## Elenco
- Patricia Adriani ... Lucía Torres.
- Juan Gea ... Esteban.
- José Conde ... Julio.
- Remedios Cervantes ... Susana.
- Damián Velasco ... Tomás.
- Fabiola Toledo ... Mónica.
- Mónica Estarreado ... Elena.
- Héctor Noas ... Ojeda
- Bruno Squarcia ... Pedro.
- Brendan Price ... Patrick.
- Maria Fernández Ache ... Margarita (1999/2000).
- Carlos La Rosa ... Amancio.
- Andoni Ferreño ... Luis.
- Lola Forner ... Álex Maldonado.
- Francisco Merino ... Félix.
- Amparo Soto ... Leonor.
- Claudia Molina ... Carlota.
- Rebeca Tébar ... Esther.
- Lucía Napal ... Blanca.
- Luis Ángel Priego... Fran
- Alberto Maneiro ... César.
- David Alemán ... Roque.
- Juan Carlos Gascón ... Óscar.
- Amparo Bravo ... Bibiana.
- Carmen Roldán ... Carmen.
- Raquel Vega ... Eva.
- Ángel Alcázar ... Ramos.
- Marta Molina ... Laura.
- Victoria Oliver ... Carol.
- Aurora Mestre ... Teresa.
- Ana Carvajal.... Lola
- Amparo Vega León ... Maribel.
- Tita Planells ... Conchita.
- Pilar Castro ... Sandra.
- Maribel Rivera ... Virginia.
- Carlos Manuel Díaz ... Mateo.
- Antonio Galeano ... Niko.
- Luis Lázaro ... Vicente.
- Jesús González ... Cosme.
- Mar Recio... Milagros
- Betsy Túrnez... Gertru
- Nacho de Diego... Tino
- Carlos Soriano ... Antonio.
- José Bernal ... Gonzalo.
- Roberto Alcaraz ... Octavio.
- Kezia Dos Santos ... Rosa.
- César Lucendo ... Dani.
- Felipe Jiménez .... Rubén.
- Enrique Escudero ... Florencio.
- Angela Thompson Georgas ... Corina.
- Sandra Toral ... Rosalía de Ojeda / Judith
- Jaime Martín ... Ángel Montalvo.
- Yoima Valdés ... Luna Ojeda (1999-2000).
- Vicente Villanueva.... Justino Caldas
- Paco Churruca ... Inspector Crespo.
- Ángel Jodrá.... Inspector Aguirre
- Alberto Vázquez....Daniel
- Cristina Higueras.... Sara’'
- Enrique Alcides.
- Helio Pedregal.... Santiago
- Yolanda Arestegui.... Andrea
- Carlos Kaniowsky.... Diego
- Sheyla González... Alicia
- Álvaro Monje..…Manu
- María Jurado... Verónica '
- Gonzalo Gonzalo..… Adán
- Paco Maestre ... El Golem.
- Cecilia Villarreal.

## Equipo técnico
- Producción ejecutiva: Joan Bas, Jaume Banacolocha, José Velasco y Secundino F. Velasco.
- Dirección: Tito Rojas, Vicente Torres y Juan Navarrete Parrondo.
- Producción: Joan Bas, Juan Navarro e Ibón Zelaya.
- Dirección artística: Juanjo Carrillo.
- Realización: Miguel Santesmases y Xavier Borrell.
- Guion: Juan Tébar, Antonio Hernández, Jonathan Gelabert y Antonio Prieto Gómez.
- Música: Pedro Martínez.

## Audiencias
Después de los éxitos de las telenovelas de origen latinoamericano, fue la propia TVE la que apostó por la alternativa de la ficción diaria de producción nacional y Calle nueva, producida por RTVE y Zeppelin TV, que sustituyó en la franja de sobremesa a las telenovelas de origen latinoamericano, fue la serie que se consolidó entre la audiencia y logró situarse como la opción preferida por los espectadores en esa franja. Así lo demostraron los datos de audiencia, que en la temporada 98-99, la serie logró un 23% de cuota de pantalla (2.416.000 telespectadores), mejorando los estupendos datos de la temporada anterior, en que logró un 21,6% de cuota de pantalla (2.287.000 espectadores).
La serie ha sido repuesta íntegra en Rioja Televisión y La 8. Actualmente, desde el 5 de septiembre de 2022, se puede disfrutar de la serie completa en alta definición en RTVE Play de Radiotelevisión Española.